# IC 1864
IC 1864 је елиптична галаксија у сазвјежђу Пећ која се налази на листи објеката дубоког неба у Индекс каталогу.
Деклинација објекта је - 34° 11' 53" а ректасцензија 2h 53m 39,4s. Привидна величина (магнитуда) објекта IC 1864 износи 11,8 а фотографска магнитуда 12,8. IC 1864 је још познат и под ознакама ESO 356-17, MCG -6-7-11, AM 0251-342, PGC 10925.